# Hymenostomum ayresii
Hymenostomum ayresii là một loài Rêu trong họ Pottiaceae. Loài này được (Schimp.) Broth. mô tả khoa học đầu tiên năm 1902.